# Windpassing (Gemeinde Neustadtl)
Windpassing ist eine Ortschaft und eine Katastralgemeinde der Gemeinde Neustadtl an der Donau im Bezirk Amstetten in Niederösterreich.

## Geschichte
Laut Adressbuch von Österreich waren im Jahr 1938 in der Ortsgemeinde Windpassing ein Gastwirt, zwei Müller, zwei Sägewerke, ein Steinmetzmeister und mehrere Landwirte ansässig. Weiters gab es eine Braunkohlenschürfbau.

## Siedlungsentwicklung
Zum Jahreswechsel 1979/1980 befanden sich in der Ortschaft 62 Bauflächen auf insgesamt 35003 m² und 38 Gärten auf 92485 m², 1989/1990 waren es bereits 63 Bauflächen. 1999/2000 war die Zahl der Bauflächen auf 184 angewachsen, wobei 121 Gebäude bestanden und 2009/2010 waren es 119 Gebäude auf 228 Bauflächen.

## Landwirtschaft
Die Katastralgemeinde ist überwiegend landwirtschaftlich geprägt. 406 Hektar wurden zum Jahreswechsel 1979/1980 landwirtschaftlich genutzt und 208 Hektar waren forstwirtschaftlich geführte Waldflächen. 1999/2000 wurde auf 382 Hektar Landwirtschaft betrieben und 230 Hektar waren als forstwirtschaftlich genutzte Flächen ausgewiesen. Ende 2018 waren 364 Hektar als landwirtschaftliche Flächen genutzt und Forstwirtschaft wurde auf 236 Hektar betrieben. Die durchschnittliche Bodenklimazahl von Windpassing beträgt 30,7 (Stand 2010).